# Glen St. Mary
Glen St. Mary è un comune degli Stati Uniti d'America, situato in Florida, nella Contea di Baker.